# To Tomorrow
To Tomorrow is een nummer van de Nederlandse singer-songwriter Goldkimono uit 2020. Het is de eerste single van zijn debuutalbum The Legend of the Goldkimono.
Na aanvankelijk vooral voor andere artiesten geschreven te hebben, brengt Goldkimono met "To Tomorrow" zijn eerste eigen single uit. Goldkimono schreef het nummer in een appartement vlak bij het strand van Venice Beach. De plaat, die een zomers geluid kent, is een hommage aan de goede tijden van het leven, de zon op je gezicht voelen en dat gevoel meenemen naar de toekomst. Met "To Tomorrow" had Goldkimono meteen een zomerhit te pakken in Nederland. Het bereikte de 25e positie in de Nederlandse Top 40. Ook in Vlaanderen sloeg het nummer aan, met een 6e positie in de Tipparade.